# طريقة أورال السيبيرية
كانت طريقة أورال السيبيرية أو أورال-سيبيريا نهجًا استثنائيًا أطلق في الاتحاد السوفيتي لجمع الغلال من الريف. وقد تم العمل بهذه الطريقة وتقديمه في منطقتي الأورال وسيبيريا، ومن هنا جاء الاسم. كانت طريقة الأورال السيبيرية سببُا في العودة إلى السياسات الجذرية التي ميزت الشيوعية العسكرية في الفترة السابقة لسياسة (فلاديمير لينين) الاقتصادية الجديدة. انتقد تلك الطريقة من قبل المعارضة اليمينية لكونها استعادة إجراءات استثنائية، ومع ذلك تمت الموافقة عليه وحصل في النهاية على دعم تشريعي في يونيو/حزيران 1929.

## التاريخ
خلال 1928/1929 تم طرح العديد من الاقتراحات للزيادة من كفاءة تأمين الغلال وتحديدُا محصول القمح. تم اقتراح النسخة الأولية من طريقة الأورال السيبيرية لأول مرة من قبل اللجنة الإقليمية لمنطقة الأورال بالحزب الشيوعي في الاتحاد السوفيتي، استنادًا إلى الممارسة الفعلية المستخدمة هناك في عام 1928. وقد وافق المكتب السياسي البلشفي على الاقتراح في 20 مارس/آذار 1929 وأوصى باستخدامها في المناطق الشرقية من الاتحاد السوفيتي. ساهمت لجنة منطقة سيبيريا بشكل كبير في هذا النهج (على وجه الخصوص)، ومن ثم في اللجنة المركزية بعد اكتمال نصابها ولجنة الرقابة المركزية التابعة للحزب الشيوعي في أبريل/نيسان عام 1928، ولهذا أطلق جوزيف ستالين على هذه الطريقة باسم (أورال السيبيرية). كان هذا النهج مشابهًا لمنظمات كومبيدز (لجان الفلاحين الفقراء) في الفترة من 1918 إلى 1919. أيدت الجمعيات القروية خطط شراء الغلال في قراهم وأقامت اللجان التي حددت الحصص (الكوتا) الفردية وفقا (للنهج الطبقي) : كان من المفترض أن يضطر الكولاك (الفلاحون الأغنياء) إلى تسليم فائضهم من القمح. غرمت الذين فشلوا في تلبية حصصهم مبلغ يصل إلى خمسة أضعاف الكوتا، أو (بياتي كراتكا). أدى الرفض الممنهج إلى عام من معسكرات العمل القسري، وحتى عامين من الحجز مع مصادرة الممتلكات ملحقًا بالنفي داخل البلاد في حالة الإضراب الجماعي. هذه الممارسة القمعية تنبأت بسياسة (ديكولاكيزيشن).

## النتائج
تميز ذلك الأسلوب بإضراب الفلاحين المتزايد، مع تكثيف الإجراءات القمعية المقابلة، ففي الريف؛ كان الترهيب ضد الفلاحين، وفي المدن؛ ضد تجار الغلال. شهد عام 1929 زيادة كبيرة في (الإضرابات الجماعية) و(إرهاب الكولاك). في نوفمبر/تشرين الثاني 1929 أعلن البوليس السري في الاتحاد السوفيتي عن اعتقال 12808 شخص على إثر ثورة مضادة و 15536 اعتقال بجرائم اقتصادية، وقد كانت معظم الاعتقالات في مناطق إنتاج الغلال الرئيسية مثل سيبيريا وشمال القوقاز وأوكرانيا وإقليم سنترال بلاك إيرث ومنطقة الأورال. سمحت هذه الإجراءات الصارمة لستالين بالتحدث عن (تحصيل مرٍض)، بعد خلفية مجاعة عام 1927 التي نتجت عن (أزمة المقص) في منتصف العشرينيات. يعتقد بعض الباحثين أن هذا النجاح النسبي أقنع ستالين بفعالية النهج الإداري القسري للفلاحين، الذي تم تطويره في سياسة الدمج القسري في الاتحاد السوفيتي. وأُعلن عن هذه السياسة الأخيرة أولوية فورية في اجتماع اللجنة المركزية للحزب الشيوعي الروسي في تشرين الثاني/نوفمبر 1929.